# Dassault Mirage IV
Dassault Mirage IV je dvomotorni nadzvočni strateški bombnik francoskega proizvajalca Dassault Aviation. Mirage IV je bil namenjen napadom z jedrskim orožjem t. i. Force de Frappe. V uporabo pri Francoskih letalskih silah je vstopil oktobra 1964. Verzijo za strateške napade so upokojili leta 1996, izvidniško pa leta 2005. Skupno so v letih 1963–1968 zgradili 66 letal. Po izgledu in sposobnostih je sicer bolj podoben lovskim letalom, nima doleta in bojnega tovora klasičnih bombnikov. 
V 1960-ih so razmišljali o partnerstvu z British Aircraft Corporation, ki bi zgradili verzijo Mirage IV za Kraljeve letalske sile (RAF) in potencialne izvozne uporabnike. Na koncu je bil edini uporabnik Mirage IV Francoske letalske sile.

## Specifikacije (Mirage IVA)
Podatki iz Pénétration Augmentation
Splošne karakteristike
- Posadka: 2: pilot & navigator/bombardir
- Dolžina: 23,49 m (77 ft 1 in)
- Razpon kril: 11,85 m (38 ft 10½ in)
- Višina: 5,40 m (17 ft 8½ in)
- Površina kril: 78,00 m² (839,6 ft²)
- Teža praznega letala: 14500 kg (31967 lb)
- Naložena teža: 31600 kg (69700 lb)
- Maks. vzletna teža: 33475 kg (73800 lb)
- Pogon letala: 2 × SNECMA Atar 9K-50 turboraktivni motor
  - Potisk motorjev (suh): 49,03 kN (11023 lbf)  vsak
  - Potisk motorjev z dodatnim zgorevanjem: 70,61 kN (15873 lbf) vsak

 Zmogljivost 
- Maks. hitrost: Mach 2,2 (2340 km/h, 1264 vozlov, 1454 mph) na 13125 m (40000 ft)
- Bojni radij: 1240 km (670 nmi, 775 mi)
- Največji doseg: 4000 km (2160 nm, 2484 mi)
- Višina leta: 20000 m (65600 ft)
- Čas do 11000 m (36100 ft): 4 min 15 sek

Oborožitev

- Bombe: 

  - 1× AN-11 prostopadajoča jedrska bomba ali
  - 1× AN-22 prostopadajoča jedrska bomba ali
  - 16× 454 kg (1000 lb) prostopadajoče konvencionalne bombe

Letalska elektronika

- Thomson-CSF navigacijski radar
- CT-52 senzor